# Акт парламента (Великобритания)

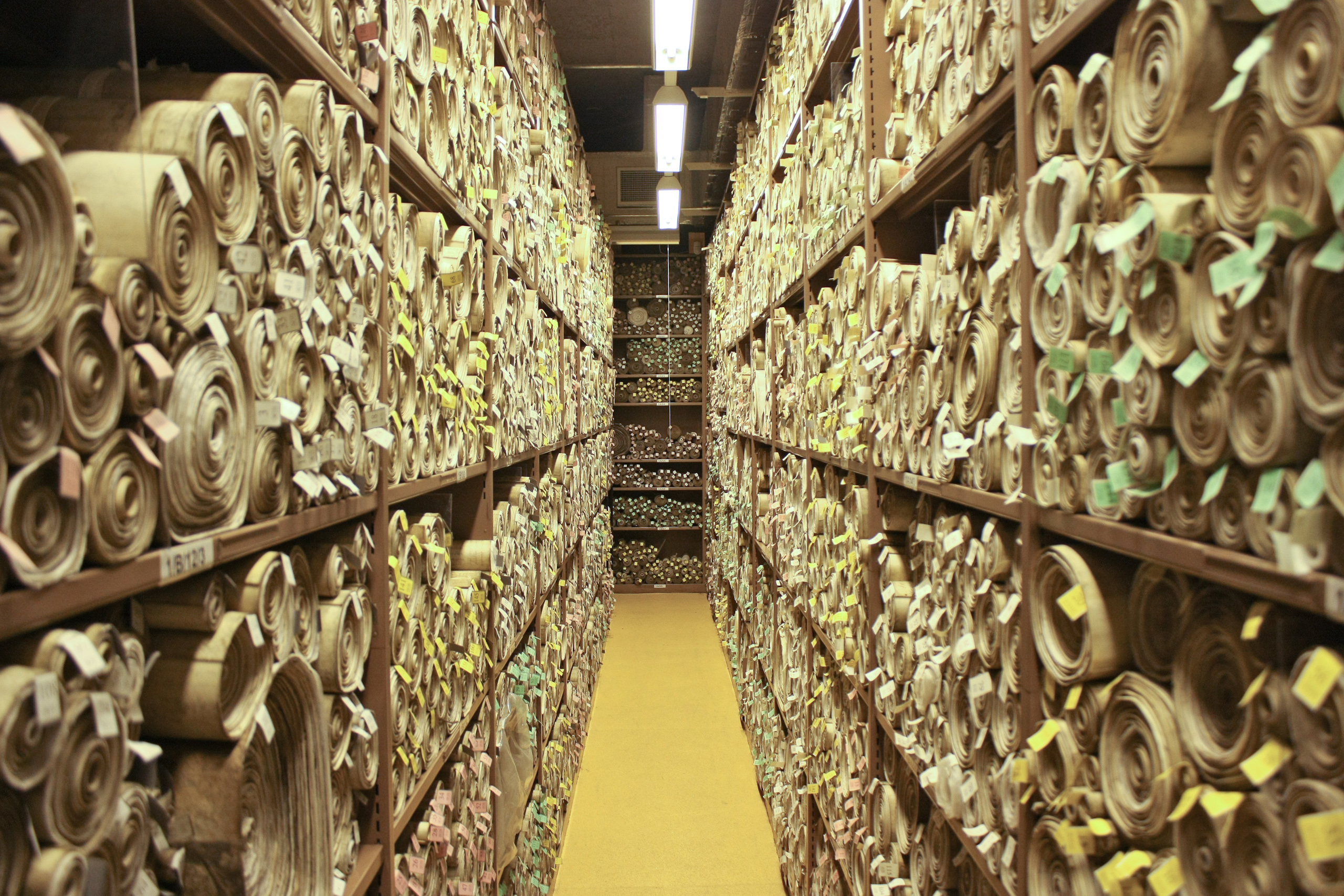
Свитки с актами парламента в парламентском архиве башни Виктория Вестминстерского дворца

Парламентский акт —  законодательное постановление, принимаемое парламентом Соединенного Королевства.
Акты парламента действуют во всех четырех странах, входящих в состав Великобритании (Англия, Шотландия, Уэльс и Северная Ирландия), однако в результате передачи полномочий большинство актов, которые принимаются парламентом в настоящее время, применяются либо только к Англии и Уэльсу, либо только к Англии. Ко всему Соединенному Королевству применяются только акты,  относящиеся к конституционным и зарезервированным вопросам.
После принятия парламентом Акт называется законопроектом.  Лишь после получения королевского одобрения законопроект становится частью  статутного права.